# Ташбих
Ташби́х (араб. تشبيه‎ —  сравнение, уподобление‎) — в исламе — представление Аллаха в человекоподобном виде.
Западные исламоведы понимают ташбих как антропоморфизм, исламские богословы употребляют этот термин в более широком значении, причисляя к «антропоморфистам» и тех, кто судит об Боге такими человеческими представлениями, как величина, движение, цвет и т. п. Считается, что идея ташбиха появилась в среде хашавитов. Одними из первых проповедников ташбиха были Мукатиль ибн Сулейман (ум. 767), Кахмас ибн аль-Хасан аль-Басри (ум. 766), Дауд аль-Джавариби, Ахмад аль-Худжайми и другие богословы.
Средневековые мусульманские доксографы различали два вида ташбиха:
1. муджассимиты, уподоблявшие Божественную сущность (зат) телу (джисм). К ним относили «крайних» шиитов, шиитов-хишамитов, каррамитов и другие;
2. хашавиты, уподоблявшие Божественные атрибуты (сифат) свойствам тел[1].

В целом понятие ташбих противопоставлялось понятию татиль — представлению об Аллахе как о чём-то абстрактном, лишённом атрибутов. Представителями последнего были мутазилиты (муаттилиты).